# Magical Hat no Buttobi Turbo! Daibōken
Magical Hat no Buttobi Turbo! Daibōken est un jeu vidéo de plates-formes sorti en 1990 sur Mega Drive, développé par Vic Tokai et édité par Sega, à partir du dessin animé du Studio Pierrot. Il s'agit d'une adaptation de la série animée Magical Hat (en).
Le jeu reprend le gameplay de Psycho Fox, du même développeur, sur Sega Master System en 1989. Il existe une version européenne, Decap Attack, qui reprend les différents niveaux du jeu avec des graphismes, des musiques et un héros différents.